# Жордин де Кабаре
Жордин де Кабаре (фр. Jordin de Cabaret; начало 1180-х — 1228) — был феодалом и владельцем области Кабардес вместе со своим братом Пьером-Роже в течение Альбигойского крестового похода.
Унаследовал от родителей замок Кабаре ( Ластур ) с прилегающими к нему землями, где управлял вместе с братом.
В начале Жордин присоединился к файдитам, пытавшихся отвоевать захваченные в ходе Альбигойского Крестового похода земли Тулузского графства. Симпатизировал катарской церкви. Вместе с братом он оборонял замок Кабаре. Однако после сдачи замка он присягнул Симону де Монфору, а потом и французскому королю. К восстанию Транкавеля младшего в 1224 году он не присоединился, а выступил на стороне французов для подавления восстания. Был захвачен в плен своими соотечественниками и казнен в 1228 году как предатель в тюрьме Тулузы.
Был женат трижды. Первая жена - Этьеннета де Пеннотье, брак с ней был заключен в конце 1190-х, известная красавица своего времени а так же имевшая прозвище "Волчица", известная по песням трубадура Раймона де Мираваля и Пьера Видаля. Вскоре после свадьбы она покинула мужа и стала жить с графом де Фуа, который так же был женат, чем вызвала о себе неодобрительную молву. И родила графу бастарда Людовика, носившего так же прозвище "Волк" (Loup). Умерла предположительно в 1209 году.
Второй женой в январе 1211 года стала Обрис де Дюрбан . Дальняя родственница Этьеннеты. Брак был бездетным.
После смерти Обрис Жордин женился в третий в 1226 году раз на Мабилии де Арагон - родственнице короля Арагона. Она родила ему дочь Бернарду.  

## Хронология
1183: Первое упоминание о денежном даре братьев Кабарет Пьера и Жордина  женскому монастырю Аббатству Руинетт. 
1191: Сеньор Пьер Роже от имени себя и Жордина приносит клятву Роджеру де Транкаквель, виконту Каркассона.  Таким образом дата рождения старшего брата - не позднее 1177, а его младший брат должен быть рожден не позднее 1181 года.
конец 1190-х: Брак с Этьеннетой де Пеннотье. Закончился разводом либо смертью Этьеннеты.
Январь 1211: Брак с Обрис де Дюрбан. 
Июнь 1219: Жордин командует защитой Барбаканана Лас Крозе 
1224: Свидетельство о возврате собственности в Каркассоне 
1224: Свадьба с Мабилией де Арагон. По всей видимости его третье венчание, что было запрещено, и ставило под сомнение его законность. В этом браке рождена единственная дочь Жордина - Бернарда. 
1226: Чтобы избежать конфискации его имущества, согласился перейти на сторону французов и предал брата Пьера. 
1228: Схвачен как предатель и казнен в тюрьме Тулузы. 
1260-е: Бернарда, дочь Жордина сумела вернуть себе часть наследия отца через судебную тяжбу. 